# راشد بن محمد بن راشد آل مکتوم
راشد بن محمد بن راشد آل مکتوم (عربی: راشد بن محمد بن راشد آل مكتوم؛ ۱۲ نوامبر ۱۹۸۱ – ۱۹ سپتامبر ۲۰۱۵) پسر بزرگ محمد بن راشد آل مکتوم حاکم دبی و نخست‌وزیر امارات متحده عربی بود. وی در سن ۳۳ سالگی بر اثر سکته قلبی درگذشت.